# Kampioenschap van Vlaanderen 2004
Il Kampioenschap van Vlaanderen 2004, ottantanovesima edizione della corsa, si svolse il 17 settembre 2004 su un percorso di 182 km, con partenza da Kontich e arrivo a Koolskamp. Fu vinto dal francese Jimmy Casper della Cofidis davanti ai belgi Nico Mattan e Ludovic Capelle.

## Ordine d'arrivo (Top 10)
| Pos. | Corridore        | Squadra                          | Tempo    |
| ---- | ---------------- | -------------------------------- | -------- |
| 1    | Jimmy Casper     | Cofidis                          | 4h14'00" |
| 2    | Nico Mattan      | Relax-Bodysol                    | s.t.     |
| 3    | Ludovic Capelle  | Landbouwkrediet-Colnago          | s.t.     |
| 4    | Geert Van Bondt  | Landbouwkrediet-Colnago          | a 38"    |
| 5    | Lars Bak         | Bankgiroloterij                  | a 41"    |
| 6    | Carlos Da Cruz   | FDJ                              | a 1'00"  |
| 7    | Andy De Smet     | MrBookmaker-Palmans              | s.t.     |
| 8    | Chris Peers      | Chocolade Jacques-Wincor Nixdorf | a 1'05"  |
| 9    | Peter Farazijn   | Cofidis                          | a 1'16"  |
| 10   | Jurij Metlušenko | Landbouwkrediet-Colnago          | a 2'50"  |